# الإمبراطورية البيزنطية تحت حكم السلالة الإيساورية
حكمت السلالة الإيساورية أو السورية الامبراطورية البيزنطية من عام 717 إلى 802. نجح الأباطرة في دعم الامبراطورية والدفاع عنها في وجه الخلافة الإسلامية، بعد الغزو الإسلامي في مراحله الأولى، لكنهم كانوا أقل حظًا في أوروبا، حيث عانوا من انتكاسات في صراعهم مع الامبراطورية البلغارية الأولى، كان عليهم التنازل عن إكسرخسية رافينا، وخسروا نفوذهم في إيطاليا والبابوية لصالح القوة المتنامية للفرنجة.
يرتبط حكم الأسرة الإيساورية بشكل خاص مع حرب الأيقونات البيزنطية، كانت محاولة لاستعادة الإحسان الإلهي عن طريق تطهير الايمان المسيحي من التوقير المفرط للأيقونات، ونتج عنها اضطرابات داخلية كبيرة.
بعد نهاية حكم السلالة الإيساورية في عام 802، تابع البيزنطيون محاربة العرب والامبراطورية البلغارية الأولى بغية توسيع إمبراطورتيهم، وتعقدت الأمور بشكل أكبر عندما قام البابا ليون الثالث بتتويج شارلمان كإمبراطور روما المقدس (امبراطور الرومان)، اعتبر الأمر كمحاولة لجعل الامبراطورية الكارولنجية خليفة الامبراطورية البيزنطية.

## الخلفية: بيزنطة في القرن السابع عشر
واجهت السلالة الهرقلية (610 – 695 و 705- 711) تحديات قاسية، بعدما نجحت في التغلب على الامبراطورية الساسانية، واجه الإمبراطور هرقل ومملكته المنهكة الغزو المفاجئ للفتوحات الإسلامية من شبه الجزيرة العربية وصولًا للمشرق.
بعد الغزو الإسلامي لسوريا، وقعت مصر، المقاطعة الغنية، والمصدر الرئيسي للحبوب وعائدات الضرائب في أيدي العرب، كما صد البيزنطيون هجوم العرب عبر ليبيا ضد إكسرخية أفريقيا وضد قيليقية والتي بدورها كانت تسيطر على المعابر الجنوبية المؤدية إلى الأناضول، المعقل الحدودي الأخير للإمبراطور، وضد المرتفعات الأرمنية، والتي تمثل المصدر الرئيسي للقوى البشرية والحاجز الأساسي للإمبراطور الذي يفصله عن مناطق السيطرة الحالية للعرب على الصحراء السورية والمعابر الجنوبية الشرقية المؤدية للأناضول. تشكل هذه المناطق الثلاث نقطة الخلاف الرئيسية بين العرب والبيزنطيين خلال النصف الثاني من القرن السابع عشر. استمر العرب بالتقدم، وبالأخص بناء أسطول بحري والذي تحدى بنجاح تفوق البيزنطيين في البحر الأبيض المتوسط. سمح نشوب الحرب الأهلية الإسلامية عام 656 للبيزنطيين لكسب بعض الوقت، وعزز الإمبراطور قسطنطين الثاني (641 – 668 ) مكانته في جزر البلقان وإيطاليا، وقمع خليفته الإمبراطور قسطنطين الرابع (674 – 678) أول حصار عربي على القسطنطينية، وكنتيجة لذلك قام بهجوم مضاد وتاّمين الأناضول واستعادة قيليقية وأجبر الخلافة الإسلامية على دفع ضرائب، في الوقت ذاته، هُزم على يد الخان اسباروخ ملك بلغاريا، وكان مجبرًا على تقبل استقرار الناس في الأراضي البيزنطية جنوب نهر الدانوب. بدأت فترة من الاضطرابات بعد خلع ابن الإمبراطور قسطنطين الرابع ووريث العرش جستنيان الثاني في عام 695 والتي استمرت تقريبا لربع قرن، والتي بدورها جلبت سلسة من الكوارث والتي كادت أن تؤدي إلى انهيار الامبراطورية البيزنطية. سقطت قرطاجة أخيرًا في عام 697 وأُحبطت مساعي بيزنطية لاستعادة السلطة في العام التالي. غزا العرب قيليقية وحولوها إلى قاعدة لحملات الفتوحات والتي توغلت عميقًا في الأناضول، ونهبوا حصونها ومدنها، بينما سيطر على القوقاز. أخيرًا، بدأ أمير المؤمنين الأمويّ سليمان ابن عبد الملك بتجهيز حملة ضخمة لغزو القسطنطينية.
في الوقت ذاته شهدت الاضطرابات تغيرات مهمة بما يتعلق بالمجتمع وطبيعة بقايا الامبراطورية: الحضارة العالمية والحضرية للعصور القديمة المتأخرة انتهت وبدأت العصور الوسطى. مع تقليص مساحة المدن وجعلها على شكل قرى متمدنة محصنة والتي بالكاد شكلت مراكزًا إدارية، أصبح المجتمع يعمل بالزراعة بشكل ملحوظ، بينما كاد أن يختفي التعليم والحياة الفكرية. أدت خسارة الامبراطورية لأغنى مقاطعة، إلى جانب الغزوات المتكررة إلى تحول الاقتصاد الامبراطوري إلى اقتصاد متهالك نسبيًا مقارنة بالموارد المتاحة للخلافة الإسلامية. استمر التعامل بالعملات النقدية، ولكن انتعش نظام المقايضة أيضاُ. كما تغيرت الممارسة الإدارية أيضاُ: جنباُ إلى جنب مع انقراض النظام الإقليمي الروماني، أعادوا ترتيب فرق الجيش الناجية في مقاطعة ثيمة كوسيلة للحفاظ على مناطق الامبراطورية المتبقية، بالرغم من تمركز القوى واسعة النطاق بين أيدي حكام ثيمة، جعلهم استراتيجوس يميلون إلى التمرد. في الوقت نفسه، ارتقت مكانة النظام البيروقراطي المركزي في القسطنطينية. في ما يتعلق بالشأن الديني، أنهت خسارة المقاطعات الشرقية المونوفيزية الحاجة إلى التسوية المونوثيليتية الفاشلة، التي تخلوا عنها في مجمع القسطنطينية الثالث في عام 680. بينما شهد المجلس الكنسي على ترويج اهتمامات وأفكار بطريركية القسطنطينية المسكونية والتي تعارض الكرسي البابوي.

## أزمة الامبراطورية 705 – 717
بعد الانقلاب الثاني على جستنيان الثاني، دخلت الإمبراطورية البيزنطية في دوامة من الفوضى، ازدادت بعدما أساء فوقاس التعامل مع اّخر حرب فارسية. المتمرد القرمي، فيليبيكوس باردانيس الذي استحوذ على العرش وأثبت أنه غير قادر على الحكم، بدلًا من مواجهة تهديد الامبراطورية البلغارية أو العرب، سعى لاشعال الخلافات الدينية، بعد فرض هيروسيان المؤمن بعقيدة المونوثيليتية المكروه على الحكم، عندما غزا تيرفل ملك بلغاريا برقيا، لم يكن لدى باردانيس خيار إلا أن يستدعي قوات أوبوسكيون لمواجهة بلغاريا، لسوء حظ الإمبراطور، لم تمتلك هذه القوات أي نوع من أنواع الولاء له واستُبدله السكرتير الأعلى أرتيميوس بعد الأوبوسكيون في يونيو 713.
توّج أرتيميوس وأصبح أرتيميوس أناستاسيوس الثاني، قدم أوتيميوس للإمبراطورية نصيبًا جيدًا من القيادة الحكيمة لمدة قصيرة ورمم أسوار القسطنطينية وملئ مخازن العاصمة بالحبوب بالكامل. ولكي يكونوا قادرين على التعامل مع الغزو العربي المتوقع، طلبوا من كل مواطن جمع طعام يكفيه لمدة ثلاث سنوات استعدادًا للحصار الذي سيفرضه العرب إن وصلوا إلى المضيق، لأنه بلا شك سيكون حصارًا طويلًا. على أية حال، أثبت أرتيميوس أناستاسيوس الثاني نفسه كإمبراطور، وخطط لضربة استباقية ضد الغزاة، لتفادي فرض العرب للحصار على العاصمة، مستخدمًا بذلك جزيرة رودس كقاعدة. على أية حال، تمردت ثيمة أوبوسكيون مرة أخرى، ووجد أوتيميوس نفسه في دير سالونيك بحلول عام 715. اختار الأبوسكيون ثيودوسيوس الثالث، جابي ضرائب غير مستعد لحكم الامبراطورية، لكن اختياره لم يكن يناءًا على مهاراته، عندما طلب ليو الثالث الإيساوري جنرال ثيمة أنتالوك من مجلس الشيوخ والبطريرك دعمه ليصبح الإمبراطور، تتطلب الأمر القليل من الإقناع.

## ليو الثالث الإيساوري، 717 – 741
ليو الثالث، والذي سيصبح مؤسس السلالة الإيساورية المشهورة، ولد في مدينة مرعش شمال سوريا 685 ق.م، تأتي فكرة أصولة الإيساورية المزعومة من مرجعية تيوفان المعرف، والتي ربما تكون نسخة لاحقة لها. رباه جستينيان الثاني وكبر ليصبح محارب روماني، حارب العرب في مملكة أبخازيا، وعينه أرتيميوس أناستاسيوس الثاني جنرالًا أناتولي. بعد وفاة الأخير، تحالف ليو الثالث مع الجنرال أرتاباسدوس في عام 716، وأعلنوه امبراطور على الرغم من وجود جيشين عربيين خيما في الأناضول، أحدهم بقيادة الخليفة مسلمة بن عبد الملك.
تفادى ليو هجوماُ شنه مسلمة عن طريق مفاوضات ذكية، ووعده بأن يعترف بسلطته، ولكن في 25 مارس عام 717 دخل القسطنطينية وعزل ثيودوسيوس.

### حصار العرب للقسطنطينية ونتائجه
بغضون شهور، واجه الإمبراطور الجديد تحديه الأول والعظيم، وهو حصار القسطنطينية، جيش الخليفة وقواته البحرية بقيادة مسلمة، قدرت بعض المصادر بأنه يضم 120.000 رجل و1800 سفينة، لا يهم العدد الحقيقي، فقد كان جيشا هائلًا، أكبر بكثير من جيش القسطنطينية.